# Amara, Buzău
Amara (în trecut, Slobozia-Amara) este un sat în comuna Balta Albă din județul Buzău, Muntenia, România.
La sfârșitul secolului al XIX-lea, satul Amara, având 612 locuitori, era unicul sat al comunei Amara care făcea parte din județul Râmnicu Sărat; în comuna Amara funcționau o școală mixtă fondată în 1882 și o biserică datând din 1819. În 1925, comuna avea arondat și satul Maraloiu, transferat de la comuna Câineni. Comuna a fost desființată în 1968, satul fiind inclus în comuna Balta AlbaAlbă.sunt: